# CD16
CD16 (Cluster of Differentiation 16), také známý jako FcyRIII, je receptor nacházející se na povrchu NK buněk, neutrofilů, monocytů, makrofágů a některých T buněk .   Byly popsány dva druhy CD16: FcyRIIIa (CD16a) a FcyRIIIb (CD16b).  CD16 je nejlépe prozkoumaný membránový receptor zapojený do spouštění cytotoxické lýzy NK buňkami. Patří do imunoglobulinové superrodiny (IgSF) a účastní se mechanismu buněčné cytotoxicity závislé na protilátkách (ADCC).  Protilátky proti CD16 se používají k izolaci populací specifických imunitních buněk pomocí metod buněčného třídění FACS nebo MACS.

## Funkce
CD16 je Fcγ receptor typu III, váže Fc část protilátek typu IgG1 a IgG3 se střední až nízkou afinitou, také ve formě imunokomplexů. U lidí existuje ve dvou různých formách: FcγRIIIa (CD16a) a FcyRIIIb (CD16b), které mají v extracelulárních imunoglobulinových vazebných oblastech 96% sekvenční shodu.  Zatímco FcγRIIIa je exprimován na žírných buňkách, makrofázích a NK buňkách jako transmembránový receptor, FcyRIIIb je exprimován ve formě s GPI kotvou pouze na neutrofilech po stimulaci eosinofily interferonem γ.  FcγRIIIb hraje významnou roli při spuštění mobilizace vápníku a degranulace neutrofilů. FcγRIIIa a FcγRIIIb jsou schopny aktivovat degranulaci, fagocytózu a oxidační vzplanutí, což umožňuje neutrofilům odstranit opsonizované patogeny.  FcγRIIIb je jediným Fc receptorem ukotveným k buněčné membráně glykosyl-fosfatidylinositolovou (GPI) kotvou, avšak byly nalezeny i solubilní, neukotvené formy, které údajně aktivují komplementový receptor CR3 a CR4 a spouštějí tak navazující zánětlivé procesy.
V NK buňkách slouží k aktivaci ADCC a spontánní cytotoxicitě NK buněk, která je nezávislá na funkci imunoglobulinového receptoru. Díky ní dokáže NK buňka spontánně zabíjet virem infikované a nádorové buňky. Tento molekulární mechanismus zatím nebyl popsán.

## Signalizace
CD16 jsou typické aktivační receptory NK buněk. Samy postrádají signalizační činnost, avšak transmembránový α řetězec FcγRIIIa asociuje vždy s dvěma transmembránovými proteinovými podjednotkami: s homodimerem nebo heterodimerem γ podjednotek receptoru FcεRI a/nebo ζ podjednotek CD3, které zprostředkovávají signalizaci díky obsahu aktivačních ITAM motivů. Při cross-linkingu receptorů dochází k aktivaci proteinových kináz rodiny Src, které fosforylují tyrosinové zbytky na ITAM motivech přidružených řetězců. Jelikož je FcγRIIIb exprimován bez transmembránové části, není schopen vazby s transmembránovými podjednotkami jako FcγRIIIa, a tudíž není schopen signální transdukce sám o sobě. Přesto má schopnost přenosu signálu díky úzké spolupráci s FcγRIIa prostřednictvím cross-linkingu obou receptorů, které se často exprimují na buňkách společně.  Také byly prokázány funkční asociace s jinými transmembránovými proteiny, jako například s integrinem Mac-1. 

## Mechanismus a regulace
Po navázání ligandu v lidských NK buňkách aktivují buněčnou cytotoxicitu závislou na protilátkách (ADCC) a jsou nezbytné pro její navozování i u lidských monocytů.  V přítomnosti specifických protilátek mají lidské monocyty exprimující CD16 různé míry schopnosti ADCC a mohou zabíjet primární leukemické buňky, rakovinné buněčné linie a buňky infikované virem hepatitidy B.  Mimo jiné je CD16 schopen zprostředkovat přímé zabíjení některých virově infikovaných a rakovinných buněk nezávisle na protilátkách. 
Po navázání na ligandy, jako je konzervovaná část IgG protilátek, na lidských NK buňkách indukuje transkripci povrchových aktivačních molekul, jako je IL-2R (CD25) a zánětlivých cytokinů, jako je IFN-γ a TNF.  Tato CD16-indukovaná exprese cytokinové mRNA v NK buňkách je zprostředkována transkripčním faktorem NFATp, který reguluje transkripci různých cytokinů. Tento mechanismus zvýšení exprese cytokinů je díky NFATp citlivý na Cyklosporin A a závislý na vápníku. 

## Struktura
Experimentálně byly stanoveny krystalové struktury FcεRIa, FcyRIIa, FcyRIIb a FcyRIIIa. Obsahují konzervovanou strukturu podobnou imunoglobulinu (Ig).  FcyRIIb existuje ve formě solubilní a zakotvené s GPI kotvou, zatímco FcγRIIIa má transmembránový alfa řetězec. Kromě toho struktury vykazují typický společný rys všech známých Fc receptorů superrodiny Ig, tj. ostrý úhel mezi N- a C-terminálními Ig doménami. Konkrétně se CD16 skládá ze dvou domén podobných imunoglobulinu s úhlem spoje mezi doménami přibližně 50°.  Fc-vazebná oblast receptoru také nese kladný náboj, který je komplementární k záporně nabitým vazebným místům na Fc částech protillátek. 
CD16 kódují dva geny. FCGR3A kóduje FcyRIIIa, zatímco FCGR3B kóduje FcyRIIIb. Oba geny se nacházejí na blízkých lokusech chromozomu 1 v poloze q23.3. Mezi těmito lokusy leží geny pro HSP70 (Heat Shock Protein 70) a Fc fragment γ receptoru IIc.  Mezi těmito geny jsou izolované jedno-nukleotidové záměny. V genu FCR3A jedna z těchto záměn mění transkripci terminačního kodonu v arginin, díky čemuž se transkribuje delší úsek proteinu o 21 aminokyselin tvořících transmembránovou kotvu proteinu α. FcγRIIIa dlouhý 254 aminokyselin je tak o 21 aminokyselin delší než FcγRIIIb (233 aminokyselin).
CD16b se exprimuje pouze v neutrofilech jako GPI-zakotvený nebo solubilní CD16b. CD16-I který se exprimuje převážně v NK buňkách jako transmembránový CD16a. 

## Polymorfismy
Existují různé alelické varianty obou druhů CD16. Byla objevena varianta FcγRIIIa se změnou 158. aminokyseliny na fenylalanin, která vykazuje nižší afinitu k IgG1 a IgG3, což může způsobovat vyšší citlivost jedince vůči rozvinutí SLE nebo revmatoidní artritidy. V sérologii se rozeznávají takzvané "neutrofilní antigeny" NA1 a NA2. Jsou to běžně se vyskytující alelické formy FcγRIIIb, které jsou významné při krevní transfúzi a při vyšetření aloimunní neutropenie. Fenotyp NA2 alely vykazuje menší schopnost neutrofilů fagocytovat než fenotyp NA1. V japonské populaci byla alela NA2 popsána jako riziková pro rozvoj SLE, zatímco NA1 byla asociovaná s Wegenerovou granulomatózou.  Také byla nalezena pozitivní korelace mezi výskytem alely NA2 a horším průběhem Guillain-Barré syndromu.

## Klinický význam
CD16 hraje významnou roli v rané aktivaci NK buněk po vakcinaci. Snížení CD16 představuje možný způsob, jak zmírnit reakce NK buněk a udržet imunitní homeostázu v jejich signálních drahách závislých na T buňkách a protilátkách.  Po vakcinaci proti chřipce byl snížený počet CD16 spojen s významným zvýšením chřipkových protilátek a pozitivně koreloval s degranulací NK buněk.  U NK buněk zdravých jedinců cross-linking molekul CD16 imunitními komplexy indukuje ADCC. Imunoterapií může být tato cesta zacílena i na rakovinné nebo jinak postižené buňky. CD16 se často používá jako marker pro spolehlivou identifikaci různých podskupin lidských imunitních buněk.  Několik dalších CD molekul, jako je CD11b a CD33, se tradičně používá jako marker pro lidské myeloidní supresorové buňky (MDSC).  Nicméně, protože tyto markery jsou také exprimovány na NK buňkách a všech ostatních buňkách odvozených z myelocytů, jsou potřeba další markery, jako je CD14 a CD15. Bylo zjištěno, že neutrofily mají nízkou expresi CD14 vysokou expresi CD15, zatímco monocyty vysokou expresi CD14 a nízkou expresi CD15.  Zatímco tyto dva markery jsou dostatečné k rozlišení mezi neutrofily a monocyty, eosinofily mají podobnou expresi CD15 jako neutrofily. Proto se CD16 používá jako další marker k identifikaci neutrofilů: zralé neutrofily mají vysokou expresi CD16, zatímco eosinofily a monocyty mají nízkou expresi CD16. CD16 umožňuje rozlišení mezi těmito dvěma typy granulocytů. Kromě toho se exprese CD16 v různých fázích vývoje neutrofilů liší: progenitory neutrofilů, které mají schopnost diferenciace, mají nízkou expresi CD16. Exprese CD16 se zvyšuje v metamyelocytech, nezralých neutrofilech a zralých neutrofilech (v pořadí od nejnižšího k nejvyššímu). 
CD16-pozitivní T buňky byly nalezeny u pacientů s chronickými virovými infekcemi  , po transplantaci orgánů  a také u pacientů s těžkou formou COVID-19 .  Exprese CD16 umožňuje degranulaci zprostředkovanou protilátkou a tím umožňuje cytotoxicitu nezávislou na T buněčném receptoru. U pacientů se závažným onemocněním COVID-19 mohou CD16-pozitivní T buňky vést ke zhoršené cytotoxicitě, podporovat poškození endotelu vlásečnic a přispívat k závažnosti onemocnění. 
Vyšší exprese CD16 na neutrofilech v periferní krvi se jeví jako příznivý marker prognózy léčby kolorektálního karcinomu. 
Deficience genu FCGR3A je vzácná "imunodeficience typu 20" s autozomálně recesivní dědičností. Spočívá v mutaci pozměňující 66. aminokyselinu z leucinu na histidin. Projevuje se v defektní spontánní cytotoxicitě NK buněk spočívající v narušené koaktivaci receptoru CD2, přičemž jejich schopnost ADCC zůstává neporušená. Lidé s tímto onemocněním jsou vysoce citliví na infekci herpesviry a mívají velmi těžký průběh.

## Terapeutický cíl
Svou expresí na neutrofilech představuje CD16 možný cíl v imunoterapii rakoviny. Margetuximab, Fc-optimalizovaná monoklonální protilátka, která rozpoznává lidský receptor epidermálního růstového faktoru 2 (HER2) exprimovaný na nádorových buňkách u rakoviny prsu, močového měchýře a jiných pevných nádorů, cílí na CD16a přednostně před CD16b.  Kromě toho by CD16 mohl hrát roli v protilátkové terapii rakoviny. Bylo ukázáno, že FcyRIV, myší homolog CD16A, se účastní protilátkami zprostředkované deplece regulačních T buněk infiltrujících nádor v protilátkové imunoterapii  Fragmenty bispecifických protilátek, jako je anti- CD19 /CD16, umožňují zacílení imunoterapeutických léků na rakovinné buňky. Bylo ukázáno, že anti-CD19/CD16 "diabody" zesilují přirozenou odpověď NK buněk na B-buněčné lymfomy .  Kromě toho zacílení vnějších faktorů, jako je FasL nebo TRAIL na povrch nádorové buňky indukuje apoptózu jak autokrinními, tak parakrinními procesy.